# Haukdælir
Haukdælir era un clan familiar que controlaba la Islandia medieval durante el periodo de la Mancomunidad Islandesa. Su nombre deriva de Haukadalur (literalmente, Valle de los Halcones).  

## Historia
Los Haukdælir trazaron su linaje desde los tiempos Ketilbjörn Ketilsson, quien formó un asentamiento en Grímsnes y recibió un Goðorð en Mosfell, Árnesþing y el clan recibió al principio el nombre de Mosfellingar, para luego llamarse Haukdælir tras la migración de la familia al nuevo emplazamiento. Los Haukdælir y los Sturlungar reivindicaban ser descendientes del legendario Ragnar Lodbrok.
Su prominencia fue importante durante los siglos X al XIII, primero con una postura progresiva frente al Cristianismo, y posteriormente, como caudillos y participantes en la guerra civil o Sturlungaöld. En el siglo XIII, Gissur Þorvaldsson, caudillo de los Haukdælir, fue nombrado jarl por el rey Haakon IV de Noruega. El clan también aparece citado en la saga de Gísla Súrssonar y Haukdæla þáttr un relato corto sobre los entresijos familiares.